# 長野県田川高等学校
長野県田川高等学校（ながのけん たがわこうとうがっこう）は、長野県塩尻市広丘吉田にある公立高等学校。
文化祭は「蒼穹祭（そうきゅうさい）」と称する。

## 概要
塩尻市と松本市境に校名の由来でもある田川の川沿いに位置し、遠くに北アルプスを仰ぎ松本平を一望できる学び舎であり、塩尻市内や隣接する松本市等の中学校からの進学者が多い。
高等教育機関への進学者が多い。
クラブ活動バスケットボールで全国大会出場経験がある。また、文化系では廃部になっているが、アニメーションクラブが、何度か東映アニメーションコンクールで入選したり、佳作に選ばれている。
福岡県にも同名の田川高校がある。

## 沿革
出典 : 
- 1982年（昭和57年）11月1日 - 長野県田川高等学校として開校。
  - 高校所在地が塩尻市と松本市の境界であることから、校名を巡り候補として『塩尻北』『松本南』が挙がるものの、利害対立から結局まとまらず、所在地近郊の河川が田川であったことから、現校名に落ち着く。
- 1992年（平成 ４年）－創立10周年記念式典挙行
- 2002年（平成14年）－創立20周年記念式典挙行
- 2003年（平成15年）－この年の入学生から制服を廃止した。
- 2012年（平成24年）－創立30周年記念式典挙行
- 2022年（令和 ４年）11月5日 －創立40周年記念式典挙行

## 目標

### 教育目標
人としての中身を充実させ、たくましく健康であれ。また、学ぶ姿勢、学ぶ心を尚び（とおとび）、お互いを大切にして教え励ましあうことを目指すことがうたわれています。
また、校是として「誠実・意欲・創造」を掲げています。

## 環境
新設高校として設立されたため県内有数の広大な敷地を持つ。

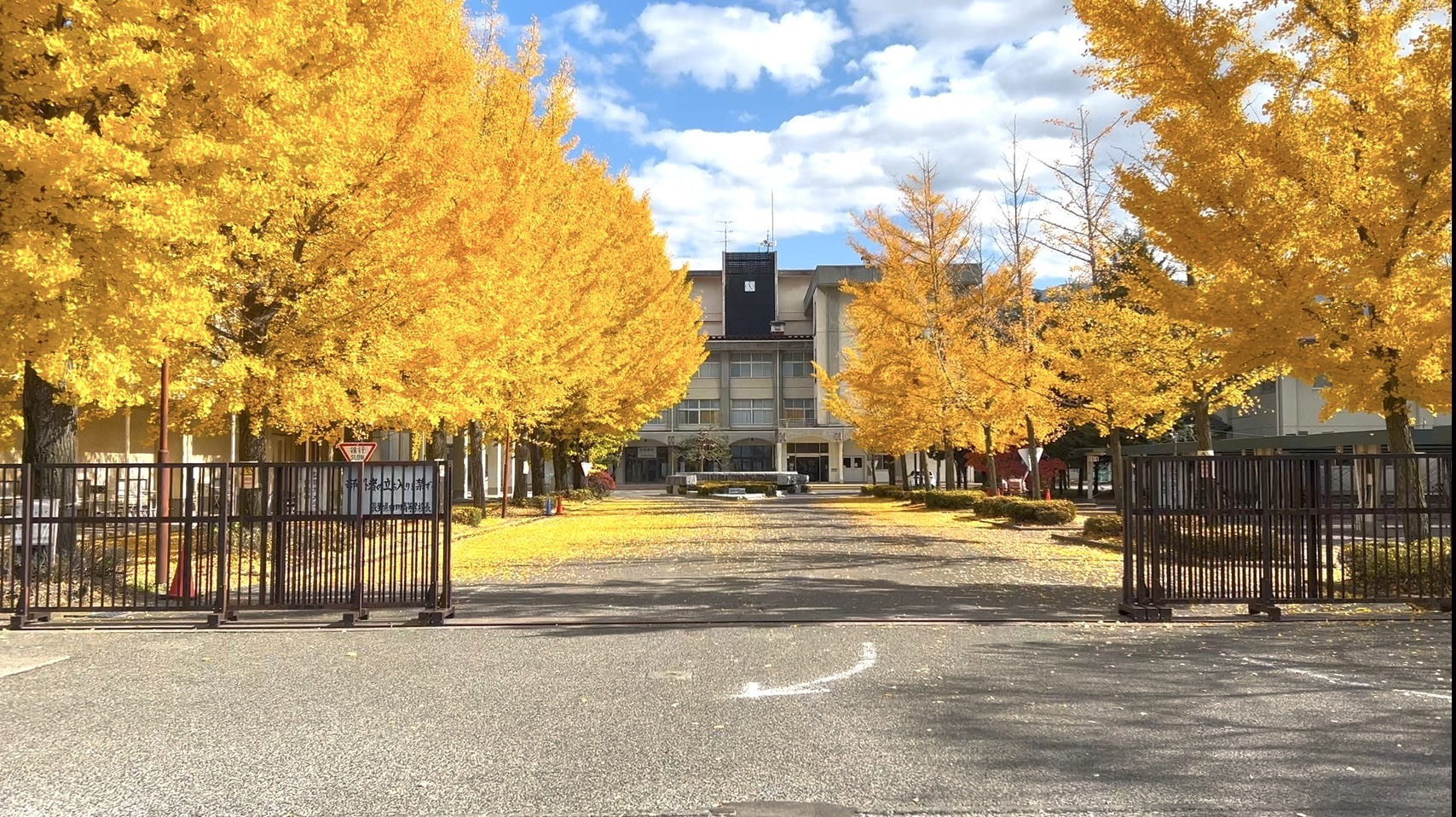
長野県田川高等学校校門前　秋

## 校歌
- 校歌
  - 作詞：鈴木脩 作曲：飯沼信義　（制定：1982年）

## 校章
- 校章

長野県田川高等学校の校章は、「田川」を図案化し、中央に高の文字を表している。

## 生徒会・部活動
| 生徒会名   | 生徒会名 |
| ---------- | -------- |
| 代議       | 図書     |
| 文化祭実行 | 放送     |
| 体育       | 保健     |
| 会誌編集   | 整備     |
| 新聞       | 監査     |
| 風紀       | 選挙管理 |
| 安全       |          |

| 運動系               | 文化系             |
| -------------------- | ------------------ |
| 陸上                 | ダンス             |
| 野球                 | 演劇               |
| ソフトテニス         | 美術               |
| テニス               | 吹奏楽             |
| サッカー             | ギター             |
| 男子バスケットボール | インターナショナル |
| 女子バスケットボール | 華道               |
| 男子バレー           | 茶道               |
| 女子バレー           | 書道               |
| 男子バドミントン     | 写真               |
| 女子バドミントン     | マンガ研究         |
| 卓球                 | 料理               |
| 弓道                 |                    |
| 水泳                 | 同好会             |
| 剣道                 | ボランティア       |
|                      | 合唱               |

・現在廃部になっている部活動もある

## 出身者
- 青柳優馬（プロレスラー）
- 青柳亮生（プロレスラー）
- 波切敦（漫画家）
- 古厩智之（映画監督）
- 吉村和敏（写真家）

## 最寄駅
- 東日本旅客鉄道篠ノ井線：村井駅
- 長野自動車道・広丘野村バスストップからも徒歩で行ける。